# Boca Raton Army Air Field
Le Boca Raton Army Air Field était un aérodrome de l'armée de l'air des États-Unis datant de la Seconde Guerre mondiale, situé à 2,7 km au nord-ouest des frontières de Boca Raton, en Floride, dans les années 1940. Pendant la Seconde Guerre mondiale, il a servi à la seule formation à la technologie alors nouvelle et secrète des radars. Fermée en 1946, en raison de l'annexion, l'ancienne base se trouve maintenant dans la ville de Boca Raton ; le terrain est actuellement occupé par l'aéroport de Boca Raton (en), l'Université de Floride Atlantique et le Palm Beach State College (en).

## Origine
En 1936, l'aéroport de Boca Raton était un aéroport de petite ville. En 1941, en réponse à la menace émergente de l'Axe, les États-Unis ont commencé à mobiliser et à développer rapidement leurs forces armées. En plus d'élargir leur armée de terre et leur marine, les États-Unis ont également cherché à développer leur force aérienne. Avec l'entrée des États-Unis dans la Seconde Guerre mondiale, l'Army Air Corps a soudainement connu une expansion rapide. Le climat hivernal doux et le terrain plat du sud de la Floride ont marqué les régions comme étant idéales pour le vol et l'entraînement à l'aviation.
Au début des années 1940, la population de Boca Raton ne comptait que 723 habitants. Cela a permis au gouvernement des États-Unis de prendre des milliers d'acres de terrain pour son usage sans avoir à déplacer un grand nombre de personnes. La décision d'installer la base à Boca Raton a été prise en raison de l'existence de l'aérodrome de la ville et des terrains disponibles pour son expansion. Les terres ont été acquises auprès des agriculteurs par le biais du processus de condamnation. Cependant, cela ne veut pas dire que l'établissement de l'aérodrome militaire s'est fait sans controverse. La majorité des terres ont été acquises auprès de fermiers nippo-américains de la colonie de Yamato, les terres ayant été saisies par le biais du processus d'expropriation, laissant à de nombreux nippo-américains peu de recours au début de la Seconde Guerre mondiale.
Finalement, trois grandes bases aériennes, Homestead dans le sud du comté de Dade, Morrison Field à West Palm Beach (qui deviendra plus tard l'aéroport international de Palm Beach), et Boca Raton Army Air Field ont été développées dans les premières années de la guerre.
À partir de l'aéroport de Boca Raton, alors existant, 3 500 ouvriers du bâtiment et 11 millions de dollars de crédits gouvernementaux ont converti l'installation en la seule station d'entraînement radar de l'armée de l'air pendant la Seconde Guerre mondiale.
La construction de la base a commencé en juin 1941 et a continué à s'étendre pendant la guerre. Plus de neuf millions de dollars ont été dépensés pour la construction de l'installation et une moyenne de 1 200 civils ont travaillé sur la base. En tant que seule station d'entraînement radar de l'armée de l'air pendant la Seconde Guerre mondiale, la base de Boca Raton s'est développée pour atteindre huit cents bâtiments avec un effectif de plus de 16 000 hommes.